# Khalil al-Sakakini
Khalil al-Sakakini (in arabo خليل السكاكيني‎?; Gerusalemme, 23 gennaio 1878 – Il Cairo, 13 agosto 1953) è stato un poeta, insegnante e giornalista palestinese.

## Biografia
Khalil al-Sakakini nacque da famiglia araba cristiana a Gerusalemme il 23 gennaio 1878. Ricevette la sua istruzione a Gerusalemme presso scuole cristiane. Successivamente si recò nel Regno Unito e da lì negli Stati Uniti d'America per raggiungere il fratello Yusuf, venditore ambulante a Filadelfia. Durante il suo soggiorno di nove mesi negli Stati Uniti, al-Sakakini scrisse per varie riviste letterarie arabe sulla costa orientale e realizzò traduzioni per il professor Richard Gottheil della Columbia University. Si mantenne insegnando arabo e lavorando in una fabbrica nel Maine; lavorò anche come venditore ambulante. Al suo ritorno in Palestina nel 1908, al-Sakakini lavorò come giornalista per il quotidiano gerosolimitano al-Asmai', insegnò arabo e fece da tutore agli espatriati statunitensi presso la Colonia Americana di Gerusalemme.
Nel 1909 al-Sakakini fondò la Scuola Dusturiyya ("Scuola Nazionale"), che divenne nota per il suo approccio nazionalista arabo; propose poi profonde riforme nel metodo educativo; vennero eliminati i voti per gli studenti e venne posto l'accento sullo studio della musica e sull'atletica; introdusse anche nuovi metodi di insegnamento dell'arabo, facendone la principale lingua di insegnamento al posto del turco ottomano. al-Sakakini guidò un movimento di riforma volto a cambiare la Chiesa greco-ortodossa di Gerusalemme, iniziativa per la quale nel 1913 scrisse un opuscolo intitolato Il Rinascimento ortodosso in Palestina, che portò alla sua scomunica dalla Chiesa. Le autorità ottomane lo arrestarono l'ultimo giorno del dominio ottomano a Gerusalemme nel 1917, dopo aver dato rifugio ad un concittadino gerosolimitano di origine statunitense. Dopo il suo rilascio, al-Sakakini si unì alla Rivolta araba, per la quale compose un inno.
Nel 1919 al-Sakakini iniziò a lavorare per le autorità educative palestinesi, per poi divenire ispettore per l'istruzione in Palestina, incarico ricoperto per dodici anni, fino alle sue dimissioni per protesta contro la nomina di Herbert Samuel come Alto Commissario della Palestina mandataria. Dopo aver lavorato come preside scolastico a Il Cairo, tornò in Palestina nel 1926. Lavorò per i giornali al-Muqtataf, al-Hilal e al-Siyassa al-Usbu'iyya, scrisse poesie patriottiche e prese parte a svariate manifestazioni politiche. Nel 1925 fondò la Scuola Wataniyya e nel 1938 il Nahda College a Gerusalemme. Nel maggio 1934 al-Sakakini costruì la sua casa nel quartiere Katamon che fu completata in tre anni.
La moglie Sultana morì nell'ottobre 1939 e fu sepolta nel cimitero greco-ortodosso sul monte Sion; al-Sakakini scrisse varie poesie in suo onore. Durante la guerra arabo-israeliana del 1948 la famiglia al-Sakakini fu una delle ultime ad abbandonare il quartiere Katamon. Pochi giorni prima che la città venisse divisa, la famiglia si trasferì a Il Cairo, dove Khalil venne invitato dallo scrittore egiziano Taha Hussein ad unirsi all'Accademia della Lingua Araba. La morte improvvisa del figlio per un infarto nel 1953 fu un colpo devastante; al-Sakakini morì tre mesi dopo, il 13 agosto 1953. La figlia Hala curò i diari del padre, pubblicati nel 1955.

## Pensiero
Per tutta la sua vita, Khalil al-Sakakini fu amante della cultura europea. Avendo una nonna greca, sviluppò inoltre un interesse per la cultura greca, tanto che si soprannominò "Socrate". Espresse idee umaniste e progressiste. Si dichiarò nazionalista arabo e sostenne il panarabismo e l'unione della Palestina alla Siria. Condannò il sionismo come grande minaccia già prima della prima guerra mondiale.